# Déforestation en Colombie

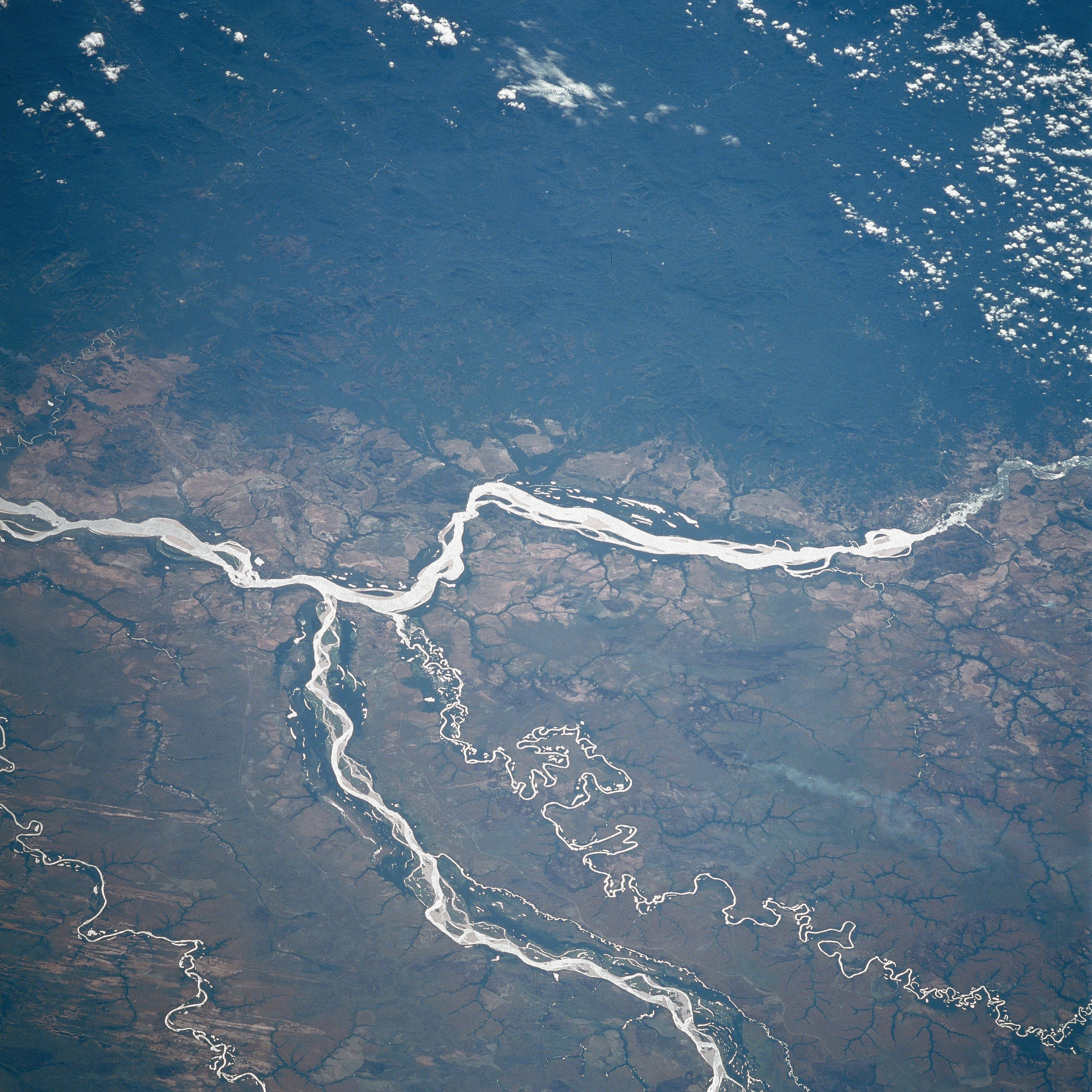
Effets de la déforestation visibles en 1986 dans le bassin de l'Orénoque, entre le nord de la Colombie (au sud de cette photo satellite) et le Venezuela (au nord). Un panache de fumée est visible en bas à droite de l'image.

La déforestation en Colombie est l'ensemble des processus qui ont conduit à la régression de la forêt en Colombie, qui perd environ 2 000 km2 de forêt chaque année d'après l'Organisation des Nations unies.

## Historique
D'après un rapport de la FAO, la Colombie a un taux de déboisement parmi les 5 plus élevés du monde. En 1997, la culture de la marijuana représentait 5 000 hectares, l'opium 6 500 hectares, à comparer aux 79 500 hectares de plants de coca.
Sur les 15 millions d'hectares de forêt humide détruits dans le monde dans les années 1980, 4,5 % l'ont été en Colombie.
Les institutions colombiennes ont annoncé en 2013 leur intention de mesurer plus fréquemment l'avancée de la déforestation, à savoir deux fois par an au lieu d'une fois tous les cinq ans.
En 2016, d'après un rapport de l'Institut d'hydrologie, de météorologie et d'études environnementales (IDEAM), la Colombie a perdu 178 597 hectares de forêts, la déforestation ayant augmenté de 44 % sur un an. Ce serait ainsi 20,6 hectares de forêts qui tombent toutes les heures. Selon l'IDEAM, les principales causes de la déforestation sont les cultures illicites, l'élevage intensif, la mise en pâturage, les incendies, la construction d'infrastructures et l'extraction illicite de minerais.

## Politique forestière en Colombie
Il existe plusieurs politiques, institutions et instruments dans le pays visant à gérer les ressources forestières et réduire la déforestation. La politique forestière du pays est incorporée par le Conseil national de la politique économique et sociale Conpes 2834 1996 et de cette politique vient le Plan national de développement forestier (mis à jour en 2010).[Quoi ?]. Ce document présente le Plan National d'Aménagement Forestier (PNDF) qui reprend une grande partie de ce qui est établi dans la politique forestière et intègre les initiatives de Caractère international du Forum intergouvernemental sur les forêts, la Convention sur Diversité biologique, la Convention-cadre sur les changements climatiques, la Convention sur Commerce international des espèces de faune et de flore menacées d'extinction (CITES) et Convention internationale sur les bois tropicaux (OIMT). Aussi la creation des programmes de Gestion, conservation et restauration des écosystèmes forestiers, Programme de développement de la chaîne forestière productive et de développement institutionnel[Quoi ?]

## Causes et conséquences

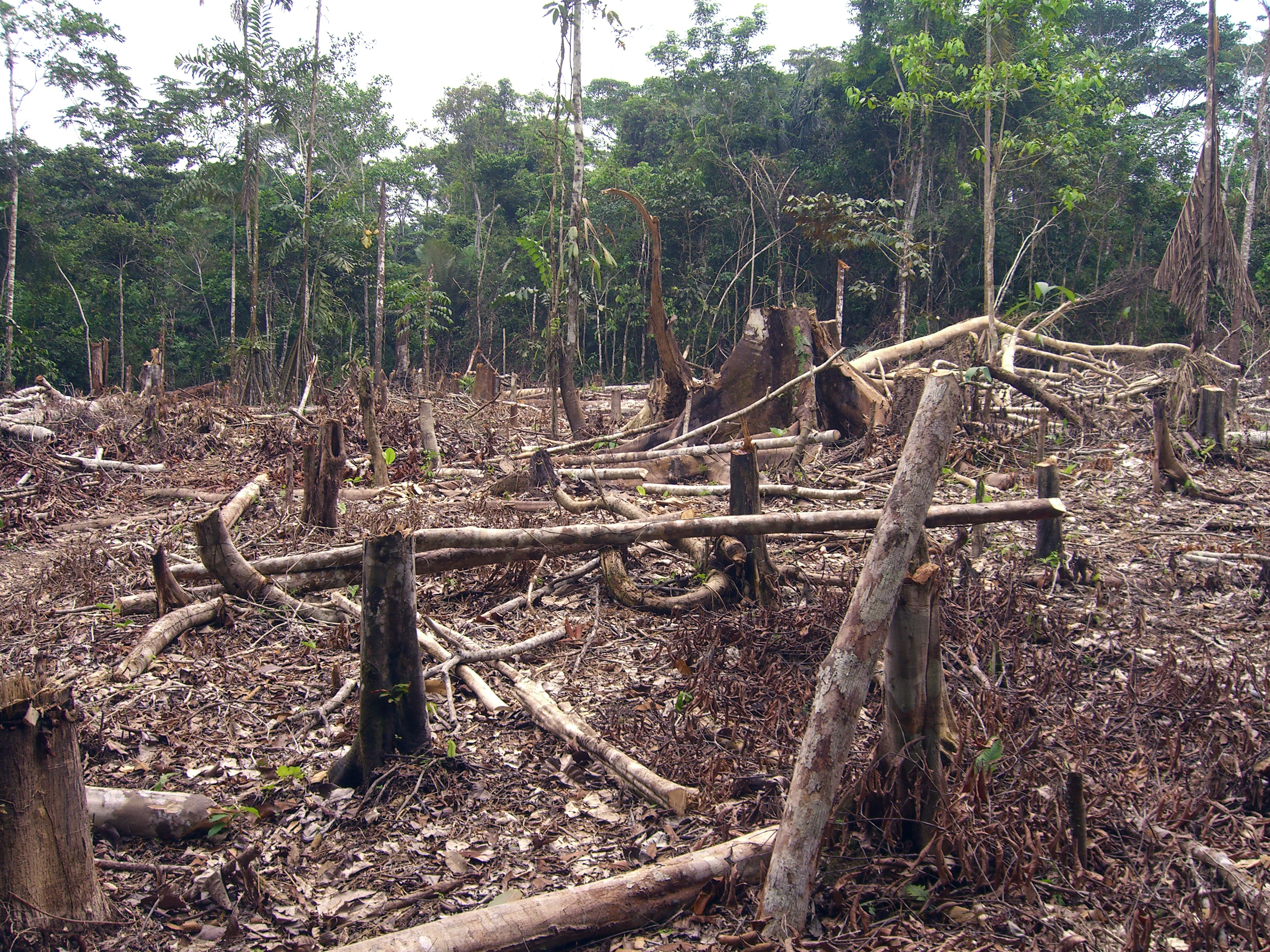
Abattage d'arbres dans une parcelle en Colombie

Une des causes principales est l'extension de la culture du coca, dont il est cependant difficile de connaître avec précision l'évolution. En 2006, près d'un quart des nouvelles parcelles de culture de cocaïne ont été gagnées sur la forêt primaire. Les autres causes après l'expansion de l'agriculture toutes cultures confondues, qui représente 73 % de la déforestation, sont l'exploitation du bois et les incendies de forêt.
L'épuisement des sols liés à ces cultures incite à déboiser de nouvelles parcelles, ce qui en moyenne provoque une perte de 111 hectares par jour.